# Китастий Віктор Григорович
Віктор Григорович Китастий (30 липня 1943, Немирів — 22 вересня 2000, Київ) — український та американський професор, вчений, дипломат, музикант, культуролог, громадсько-культурний діяч.

## Біографія
Народився 30 липня 1943 року в місті Немирові Вінницької області України. В 1949 році разом з родиною — матір'ю, бабусею та старшою сестрою емігрували із ДП (табори для переміщених осіб) до США. В 1950 році його усиновлює чоловік матері — композитор, диригент, керівник Капели імені Т. Шевченка у Детройті Григорій Китастий. Діти в родині виховувалися в українському дусі, в любові до її мови, історії, пісні, народної музики і впершу чергу — кобзарської. Спадкоємність та домашнє виховання вирішально вплинули на всю його життєву долю та трудову діяльність.
В 1967 році отримує диплом магістра зі світової літератури в Університеті Сан-Дієго (Каліфорнія). По закінченні навчання був покликаний до армії, де йому, як виняток, дозволили мати при собі бандуру та грати на ній для колег по службі. Так само і в час мобілізації на території Кореї, де служив директором Центру освіти армії США.
З 1971 по 1974 рік викладав українську літературу в Університеті Сан-Дієго (Каліфорнійський університет). В 1984 році отримав диплом доктора наук з порівняльної літератури в тому ж університеті.
Понад 5 років (1980—1985) повністю присвячує себе поширенню мистецтва гри на бандурі серед молоді США та Канади. Співпрацює у цьому напрямку разом з батьком Григорієм Китастим та Капелою бандуристів імені Шевченка. За його сприянням та участю на американському континенті створена ціла мережа літніх таборів-шкіл гри на бандурі, у 1980—1985 роках очолює Товариство українських бандуристів, організовує зведені концерти молодих бандуристів США та Канади, співпрарцює з редакцією журналу «Бандура» (Нью-Йорк). З 1984 по 1988 рік — професор Університету Каліфорнія у Сан-Дієго (США) та Українського універститету у Мюнхені (Німеччина).

Могила Віктора Китастого

З 1990 року і до кінця свого життя жив і працював у Києві, займаючи найрізноманітніші посади на тих напрямках роботи, де найбільше відчувала потребу молода українська держава, а він міг віддати свої багаті, різносторонні знання та досвід. В колі його близького спілкування — політики, в тому числі перші державні особи, дипломати, професура, письменники, вчені, музиканти, студенти. Працював професором-викладачем англійської мови, професором-інструктором з підготовки викладачів англійської мови при НАН України, радником у справі освіти, комунікації та інформації у Верховній Раді, директором та радником іноземних комунікаційних послуг Парламентської бібліотеки, аташе по культурі в посольстві Америки у Києві, директором Дому Америки — першого Американського центру культури в Україні, професором філософії Києво-Могилянської академії, організатором магістерської програми з економіки при цій академії. У 1994 році отримав звання почесного доктора Києво-Могилянської Академії.
Помер 22 вересня 2000 року під час гри у баскетбол з друзями та колегами «Могилянки» у спортивному залі на 57-му році життя від серцевого нападу. Похований на Байковому кладовищі (ділянка № 49а, 50°25′1.30″ пн. ш. 30°30′5.70″ сх. д. / 50.4170278° пн. ш. 30.5015833° сх. д.).

### Родина
- Батько — музикант Григорій Китастий (1907—1984).
  - Брат — музикант Андрій Китастий (1954—2020).
- Дядько — художник, іконописець Андрій Китастий (1892—1916).
- Дядько — бандурист, диригент Іван Китастий (1902—1972).
- Двоюрідний брат — бандурист Петро Китастий (нар. 1928).
  - Двоюрідний племінник — музикант Юліян Китастий (нар. 1958)[1].

## Колекція
У Публічній бібліотеці імені Лесі Українки для дорослих м. Києва (вул. Тургенєвська, 83-85) знаходиться Книжкова колекція Віктора Китастого [Архівовано 16 Квітня 2021 у Wayback Machine.] Колекцію складають 894 примірники книг, з них 570 — англійською мовою. Її основу складає музична література — книги з теорії та історії української музики, записи народних пісень, колядок, коломийок, збірники нот хорових музичних творів і творів для виконання на бандурі. До колекції входять твори української та зарубіжної класичної літератури українською та англійською мовами, словники, мистецькі альбоми, а також книги з політичної, економічної, соціальної, військової історії, історії міжнародних відносин, релігії, науки, культури.
Для ознайомлення з колекцією Віктора Китастого слід звернутися до електронного каталогу бібліотеки та ввести у пошукове поле словосполучення «Бібліотека Віктора Китастого».